# Provinz Cardenal Caro
Cardenal Caro ist eine von drei Provinzen der chilenischen Región del Libertador General Bernardo O’Higgins. Sie erstreckt sich auf einer Fläche von 3295 km² und hat 41.160 Einwohner (Stand: 2002). Die Provinzhauptstadt ist Pichilemu. 

## Städte und Gemeinden
Die Provinz Cardenal Caro gliedert sich in 6 Kommunen:
| - La Estrella - Litueche - Marchigüe - Navidad - Paredones - Pichilemu |